# Rosana
Rosana je žensko osebno ime.

## Izvor imena
Ime Rosana je možna izpeljanka iz imena Rosa, ki je v osnovi lahko latinsko ime, v slovenskem prevodu Roza ali pa ime, ki je nastalo iz besede rôsa (drobne vodne kaplje, vlaga, ki se naredi ponoči).

## Različice imena
Rosanda, Roksana, Roksanda, Rosanja, Rosanka, Rosica

## Pogostost imena
Po podatkih Statističnega urada Republike Slovenije je bilo na dan 31. decembra 2007 v Sloveniji število ženskih oseb z imenom Rosana: 276.

## Osebni praznik
V koledarju je ime Rosana uvrščeno k imenu Roza.